# 袁譚
袁 譚（えん たん、? - 建安10年（205年））は、中国後漢時代末期の武将。字は顕思。豫州汝南郡汝陽県（現在の河南省周口市商水県）の人。父は袁紹。母は劉氏。弟は袁煕・袁尚（同母弟）。従兄弟は高幹。伯父は袁基（太僕）。一族は袁買。

## 正史の事跡

### 青州刺史として
父の命で伯父の養子となり、後継者から外されて青州へ派遣された。
袁譚は公孫瓚が青州刺史に任命していた田楷と、青州刺史だった孔融を攻撃、夏のある夜、城は陥落して孔融は東山に逃走し、袁譚は孔融の妻子を捕虜にした。かくて軍威は海岸にまで輝いた。このことで、袁譚は青州を平定し青州刺史に任じられた。袁譚は年長でもあり優しくて恵み深い人柄であった、袁尚は年少で美貌があった。袁紹の後妻劉氏は寵愛をえて袁尚を偏愛し、しばしば彼の才能を褒め称え、袁紹もその容姿を立派だと思って後継者にしようと考えた。そこで袁譚を兄袁基の後継者として青州に出向させた。沮授は袁紹に対して「袁譚どのを青州に赴任させることは、災いの始まりです」（後継者争いを触発しかねないことを指すものと思われる）と諌めたが、聞き入れられなかった。
袁譚は優れた人材を招くことを趣味としながらも、実際は奸臣の言葉ばかりに耳を貸す人物であったという。そのため、王修のような優れた人物を招いても意味はほとんど成さず、青州の統治でも混乱を招くばかりだった。青州は非常に荒廃しており、一万戸ある都市も戸籍に登録しているのは数百戸程度であり、租税の納入が3分の1以下であった。一方、賓客たちをよく待遇して名士を尊重したりもした。東萊郡では泰山・東海に接していたため、黄巾賊が平定されず豪族の多数が叛逆していたが、袁譚は彼らに官位を送って手懐けた（「何夔伝」）。
建安5年（200年）、袁譚は曹操の下から逃亡してきた劉備を丁重に受け入れた。袁譚は劉備が推薦した茂才であったためである。同時に、袁紹・袁譚親子は劉備を敬重したと記されている。
官渡の戦いでは袁譚も父に従って参戦した。曹操の烏巣急襲の際には烏巣救援を主張した。曹操に大敗した際は父の袁紹に随伴して北へ逃げている。袁紹は袁譚らとともに幅巾のまま馬に乗り、ただ八百騎だけを連れて黄河を渡り、青州へ引き返した。

### 袁尚との内戦
建安7年（202年）、袁紹は最期まで後継者を明確に指名することなく、病没した。袁紹軍幕僚の郭図・辛評は袁譚を後継者に推し、衆目も年長の袁譚支持であったと記されている。しかし同幕僚であった逢紀・審配は、郭図・辛評との個人的対立などもあり、袁紹の生前の寵愛を理由に袁尚を後継者として強硬に擁立した。また、審配らは袁紹の遺命を偽造したと記されている。
一方、袁譚は青州から鄴へ引き返してきたが、後継を宣言する袁尚に反発して黎陽に駐屯し、車騎将軍を自称した。曹操が黎陽へ攻め込んでくると、袁譚は袁尚に援軍を要請した。しかし袁尚がこれを拒否したため、怒った袁譚は袁尚派の逢紀を殺害してしまった。これにより両者の仲はさらに険悪化し、決裂は時間の問題となった。結局袁尚自身が来援してともに戦った。
翌8年（203年）春、袁譚・袁尚は曹操との五ヶ月間に及ぶ戦闘の末、黎陽を放棄した。曹操は鄴まで進撃するが、袁尚の逆襲をうけて許へ敗退した。この時袁譚は、袁尚に向かって援軍や支援の不手際をなじるとともに渡河中の曹操を追撃しようと提案するが、退けられた。袁尚は袁譚軍に戦後の物資補填をせず、ここに決裂が決定的となった。郭図・辛評らの助言・後押しを受けた袁譚が鄴城外門へ先制攻撃をし、同年8月、袁譚は袁尚の反撃を受け敗北し、南皮に撤退した。そこへ王修が青州の兵士を連れて来援し「兄弟で争うは、例えるなら、敵と一戦する前に自らの片腕を切り落とし、敵方に対し交戦の準備が整ったためいつでも受けて起つと、公言するのと同等の愚行でありますぞ」と諭して、佞臣（郭図・辛評を指すか）を斬って袁尚と和睦することを進言したが、袁譚は聞かなかった。
その後、袁譚は袁尚の攻撃を受け平原に追い詰められたため、郭図の進言もあって、やむなく曹操に降伏することを決断した。その印として、彼の娘が曹操の子曹整と縁組している。同年10月、曹操が袁譚に味方し出陣したため、袁尚は慌てて鄴へ引き揚げた。しかし、袁尚軍の呂曠・呂翔はこれに反し、曹操・袁譚に寝返ってしまった。袁譚は、この2将を取り込もうとしたが、結局失敗している。

### 南皮で戦死
翌9年（204年）、袁尚は再び袁譚を攻撃してきた。しかし、曹操がその隙を衝いて鄴を包囲したため、袁譚は危機を逃れた。曹操が鄴を包囲している間に、袁譚は甘陵・安平・勃海・河間を攻略した。さらに、鄴を放棄して中山郡へ逃れた袁尚を撃ち破って、袁尚の率いていた軍兵を併合し、急激に勢力を拡大した。だが、曹操は袁譚を盟約違反と非難し、袁譚の娘を送り返して縁戚関係を解消した上で、これを討伐した。事態の急転に袁譚は怯え、平原から逃走して南皮に逃げ込んだ。
翌10年（205年）、袁譚は南皮で一度は曹操を破ったが、その後の再戦に敗れた。袁譚は、必死で馬を馳せて逃走したが落馬、追撃してきた曹純に「私はおまえを富貴にしてやることができるぞ」と命乞いした。しかしそれも空しく、その場で斬首された。袁譚の一族も皆殺しとされ、袁譚の首級は獄門とされた。その後、遅れて駆けつけた王修は、死罪を恐れずに獄門の下で慟哭し、曹操に袁譚の遺骸埋葬を願い出て許可されている。

### 後継者争いと袁譚
後継者争いについて、袁譚には衆目の支持があったとされるが、幹部クラスとなると支持者は郭図・辛評など潁川出身者のみであった。逆に冀州出身は審配・沮授（袁紹死去時には、すでに死去している）であり、審配は勿論、沮授の子沮鵠も袁尚に仕えていた。
ただ、袁紹死去時の袁譚の本拠地が青州であったことが、冀州出身者の旧袁紹陣営の幹部に嫌われる原因となった可能性が考えられる。

## 物語中の袁譚
小説『三国志演義』では、曹操の下に降伏の使者として赴いた辛評を、任務が果たせなかったことを詰め寄って憤死させるなど、無能な武将として描かれている。南皮の戦いでは、曹洪に討ち取られたことになっている。

## 配下
| - 王修 - 郭図 - 管統 | - 辛毗 - 辛評 - 劉詢 |

『三国志演義』でのみの配下
- 汪昭
- 岑璧
- 彭安